# یخ‌نهشته

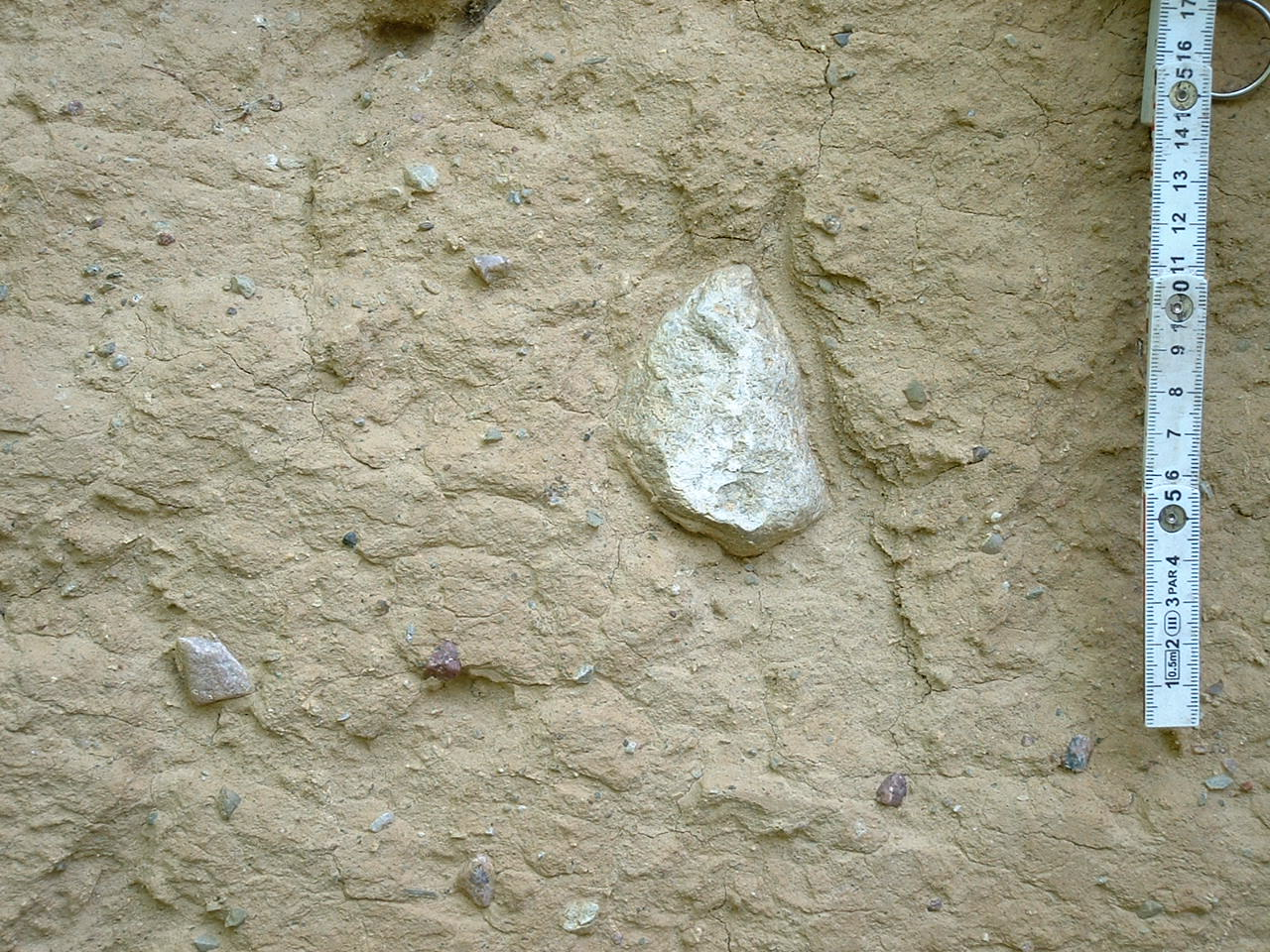
یک نمای نزدیک از یخ‌نهشته جامانده از یخچال طبیعی. توجه شود که دانه‌های بزرگتر (سنگریزه و ماسه) در محوطه یخ‌نهشته به‌طور کامل توسط ماتریسی از مواد ریزتر و نرم‌تر (شن مرطوب و ماسه) احاطه شده است، و این ویژگی، که به عنوان پشتیبانی ماتریکس شناخته می‌شود.

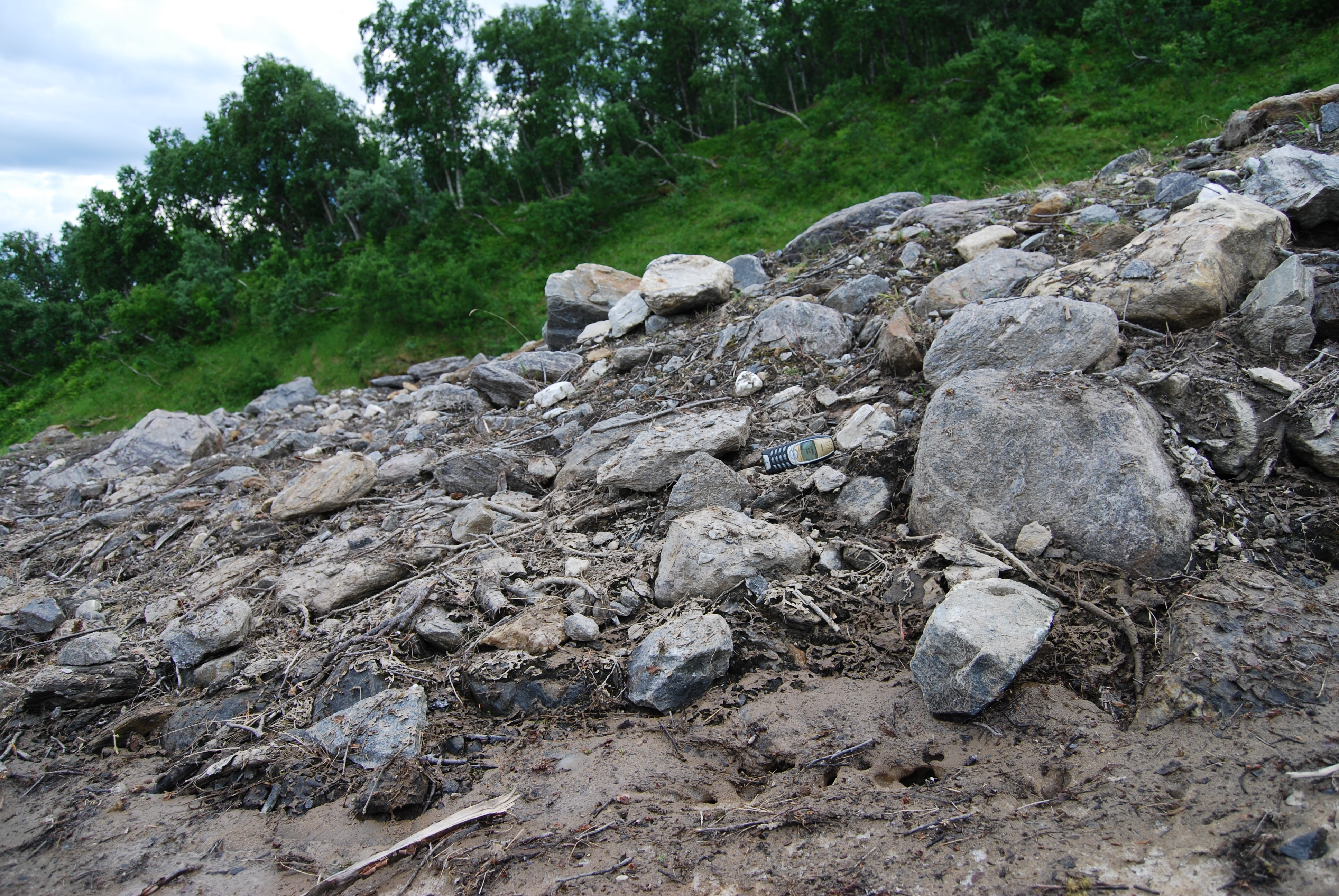
یخ‌نهشته‌های به‌جا مانده پس از ریزش بهمن، نروژ.

یخ‌نهشته یا تِل (به انگلیسی: Till) مواد تشکیل‌دهنده یخرفت زیرین است. یخ‌نهشته‌ها موادی هستند که توسط یخچال‌های طبیعی حرکت و در نهایت رسوب داده شده، لایه‌بندی ندارند و جورشده نیستند. این رسوبات در هنگام ذوب یخچال بر جای گذاشته می‌شوند. از نظر ترکیبات، دانه‌های یخ‌نهشته از قطعات بزرگ سنگی، قلوه‌سنگ‌ها، ریگ‌ها و ماسه‌ها و همچنین رس تشکیل می‌شود که در اثر سایش مواد همراه با یخ و بستر حرکت یخچالی به‌وجود می‌آیند.